# 格蘭特鎮區 (密蘇里州迪卡爾布縣)
格蘭特鎮區（英語：Grant Township）是位於美國密蘇里州迪卡爾布縣的一個行政鎮區。

## 地方資料
格蘭特鎮區的面積為130.88平方千米，當中陸地面積為129.06平方千米，而水域面積為1.81平方千米。根據2020年美國人口普查的數據，當地共有人口327人，而人口密度為每平方千米2.5人。